# Plain City (Ohio)
Plain City es una villa ubicada en el condado de Madison en el estado estadounidense de Ohio. En el Censo de 2010 tenía una población de 4225 habitantes y una densidad poblacional de 681,12 personas por km².

## Geografía
Plain City se encuentra ubicada en las coordenadas 40°6′25″N 83°16′12″O / 40.10694, -83.27000. Según la Oficina del Censo de los Estados Unidos, Plain City tiene una superficie total de 6.2 km², de la cual 6.16 km² corresponden a tierra firme y (0.67%) 0.04 km² es agua.

## Demografía
Según el censo de 2010, había 4225 personas residiendo en Plain City. La densidad de población era de 681,12 hab./km². De los 4225 habitantes, Plain City estaba compuesto por el 95.95% blancos, el 0.59% eran afroamericanos, el 0.66% eran amerindios, el 0.66% eran asiáticos, el 0% eran isleños del Pacífico, el 0.24% eran de otras razas y el 1.89% pertenecían a dos o más razas. Del total de la población el 1.54% eran hispanos o latinos de cualquier raza.